# 甲型流感病毒H1N2亞型
H1N2亚型（influenza A virus subtype H1N2）是甲型流感病毒的一种。近年来在人类和猪之间引起瘟疫。
H1N1、H1N2、H3N2是已知的现代人类间流行的流感病毒。此亚型与其他亚型相比，并不会引起严重症状。其他种菌株的流感的活动与增加的情况并不少见。
一般认为甲型H1N1流感和H3N2基因重组是其来源。病毒的血凝素与近年来普遍存在的甲型H1N1流感病毒相似，神经氨酸酶与H3N2病毒类似，对H1N1、H3N2有效的季节性流感疫苗对于H1N2亚型也有像对于一般的流感一样好的效果。

## 历史
甲型H1N2在2001年至2002年的流行期间，在北半球的加拿大、美国、爱尔兰、拉脱维亚、法国、罗马尼亚、阿曼、印度、马来西亚、新加坡等地被广泛确认，第一例在2001年5月31日在印度发生。
在2002年2月6日在日内瓦的世界卫生组织和英国的公共卫生研究所确认在英国、以色列和埃及同样出现了人类甲型(H1N2)。
2001年至2002年的A（H1N2）威斯康星毒株被认为可能是由于最近流行的H1N1和H3N2的基因重配。
2010年12月至2011年1月，中国6个城市发现了19种H1N2病毒。 然而，该病毒并没有广泛传播。目前已经导致19人死亡，超过一千人感染。

## 脚注
1. ↑  .   [2011-05-21]. （原始内容存档于2011-07-09）.